# Park Narodowy La Campana

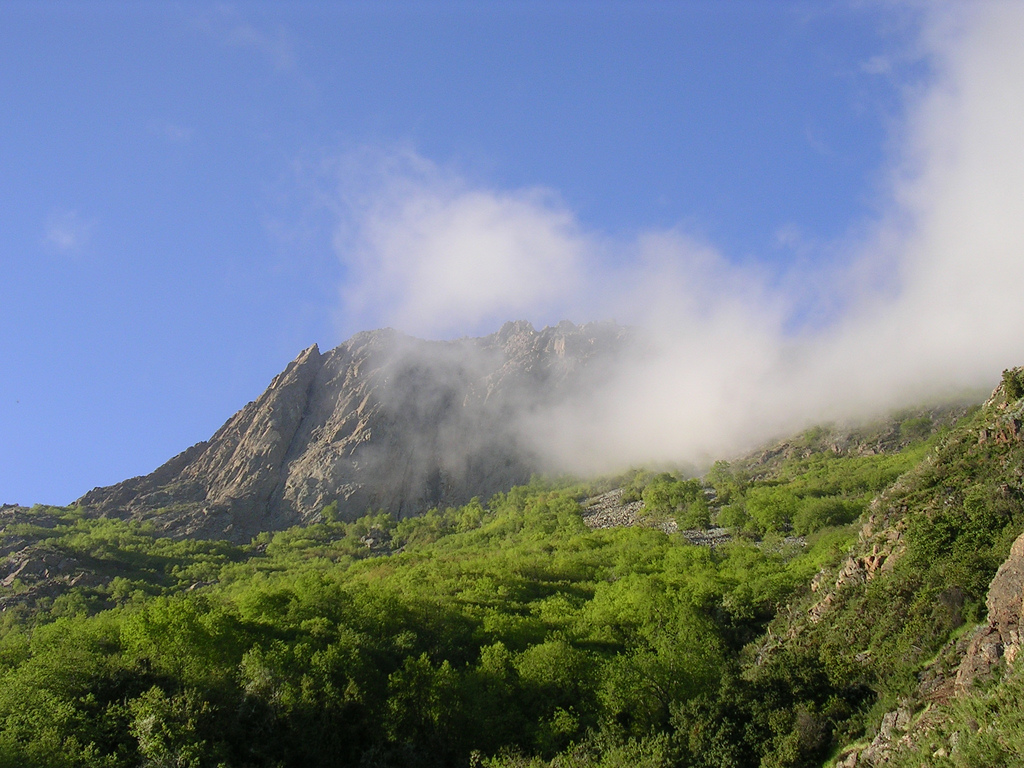
Widok na szczyt Cerro La Campana.

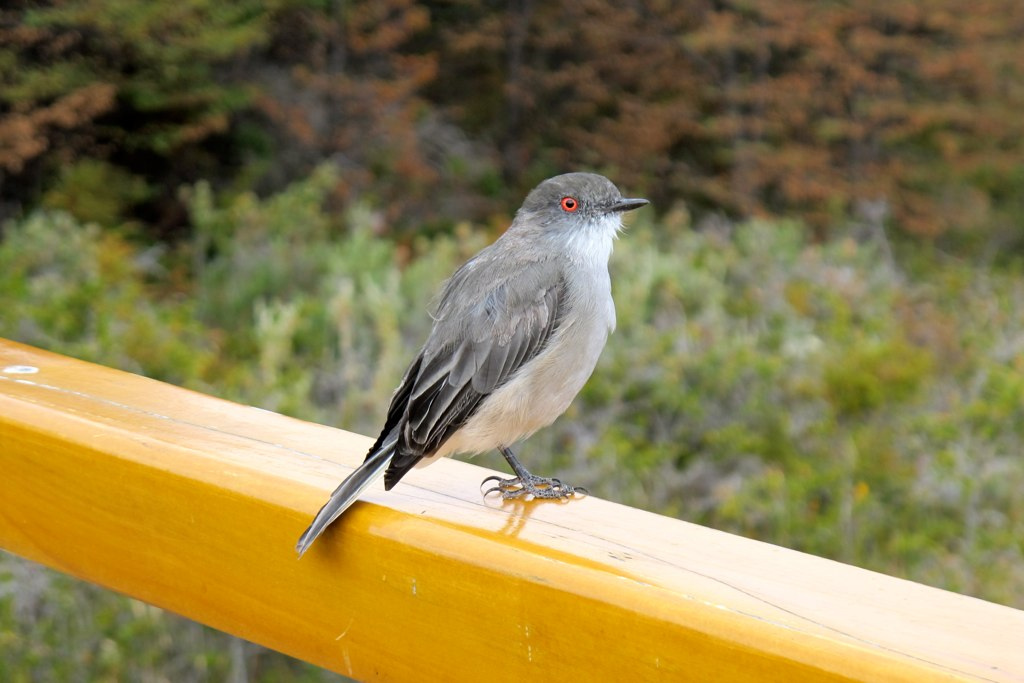
Mniszek ognistooki (Xolmis pyrope).

Park Narodowy La Campana – chilijski park narodowy, utworzony 17 października 1967 roku, na mocy ustawy nr 16.699, położony w regionie Valparaíso, w Kordylierze Nadbrzeżnej. Od roku 1984 włączony do rezerwatu biosfery La Campana-Peńuelas, a od roku 2010 uznawany za Important Bird Area.

## Podział terytorialny
Park Narodowy La Campana ma powierzchnię 80 km² (8000 hektarów). Podzielony jest na 3 sektory:
- Palmas de Ocoa – leży w gminie Hijuelas, ma powierzchnię 5440 ha (około 68% całości)
- El Cajon Grand – leży w gminie Olmué, ma powierzchnię 1588 ha (około 19,85% całości)
- Sector de Granizo – leży w gminie Olmué, ma powierzchnię 972 ha (około 12,5% całości)

## Warunki naturalne
Park znajduje się na wysokości 400–2222 m n.p.m. Najwyższym szczytem jest El Roble, zaś kolejnym Cerro La Campana o wysokości 1920 m n.p.m.. Roślinność stanowi głównie las zawsze zielony twardolistny z obecnością drzew z gatunków Peumus boldus, Lithrea caustica i Cryptocarya alba. Występują także rośliny wodolubne (hygrofity), jak Crinodendron patagua, Drimys winteri i Persea meyeniana. Prócz tego obecne są krzewiste stepy, zakrzewienia, zbiorowiska roślinne z obecnością palmy Jubaea chilensis, lasy i pastwiska. Na zboczach La Campana i El Roble rośnie również bukan Nothofagus obliqua.

## Ślady obecności ludzkiej
W regionie Ocoa odkryto ślady dawnej obecności ludzkiej – naczynia i moździerze. Wśród znalezionych przedmiotów uwagę naukowców zwróciły narzędzia zwane marais, służące do odłupywania kawałków skał, by dostać się np. do zawartej w nich miedzi. W Dolinie Ocoa odkryto także ślady osadnictwa Europejczyków, jak małe chaty, piece do wypalania węgla drzewnego, piece do wyrobu oleju palmowego oraz urządzenia do nawadniania.

## Fauna
Ze ssaków na terenie rezerwatu biosfery La Campana-Peńuelas napotkać można m.in. kolpeo (Dusicyon culpaeus) i lisy argentyńskie (D. griseus), Galictis cuja, surillo andyjskie (Conepatus chinga), gryzonie z rodzajów Lagidium i Lagostomus oraz dydelfa Thylamys elegans – jednego z trzech gatunków torbaczy w Chile.

## Awifauna
Przez BirdLife International park narodowy La Campana został uznany za IBA. Za gatunki kluczowe (trigger species) są uznawane: kusacz chilijski (Nothoprocta perdicaria), gołąbczak chilijski (Patagioenas araucana), mniszek ognistooki (Xolmis pyrope), szarogłowik (Colorhamphus parvirostris), turko wąsaty (Pteroptochos megapodius), krytonos białogardły (Scelorchilus albicollis), krytonosek chilijski (Scytalopus fuscus), turniówek rdzaworzytny (Ochetorhynchus melanurus), ostrogonek mały (Aphrastura spinicauda), koszykarek ciemnosterny (Pseudasthenes humicola), drzewołaziec (Pygarrhichas albogularis) i przedrzeźniacz chilijski (Mimus thenca). Ze szponiastych występują m.in. aguja (Geranoaetus melanoleucus) i myszołów rdzawogrzbiety (Geranoaetus polyosoma), a z pozostałych m.in. gigancik (Patagona gigas).

## Turystyka
Przez Sector de Granizo biegnie ścieżka umożliwiająca wejście na szczyt Cerra La Campana. Corocznie park narodowy odwiedza około 38 tys. turystów. Dnia 16 sierpnia 1834 Karol Darwin odwiedził szczyt La Campana, co upamiętnia tablica znajdująca się na wysokości około 1500 m n.p.m., umieszczona na obecnym miejscu 17 sierpnia 1939.
Na terenie Parku Narodowego La Campana znajdują się następujące szlaki:
W Sector de Granizo:
- El Andinista Trail, szlak wiodący na szczyt La Campana, ma długość około 6,9 km; jego przejście zajmuje około 5 h; trudny
- Los Peumos Trail, długości około 6,9 km, przejście zajmuje 4 h; średniej trudności, wiedzie do Ocoa
- La Canasta Trail, służący poznaniu roślinności parku

W Cajón Grande Sector:
- El Plateau Trail, ścieżka widokowa
- Los Robles Trail, także wiedzie do Ocoa

W Ocoa Sector:
- La Cascada Trail, długości ok. 7,5 km, na trasie znajduje się wodospad o wysokości 34,7 m
- El Amasijo Trail, długości ok. 6,9 km, wiedzie do gęstego lasu palmowego
- Los Gorigiotis Trail, długości ok. 4,3 km, przejście trwa 2,5 h; prowadzi do doliny Ocoa
- El Quillay Trail, długość ok. 1,34 km, przejście trwa 45 min.; łatwy

Bilet wstępu do parku kosztuje 4000 peso chilijskich (około 28 zł), dla dzieci i osób starszych 1200 peso (około 7 zł), zaś dzieci poniżej 5. roku życia mają wstęp darmowy. Park narodowy La Campana otwarty jest codziennie, a dla turystów urządzono miejsca przeznaczone na posiłki.